# Otto Mügge
Otto Mügge, född 4 mars 1858, död 9 juni 1932, var en tysk mineralog.
Mügge blev professor i Münster 1886, i Königsberg 1908, och verkade därefter i Göttingen 1908-27. Han utgav viktiga arbeten i teoretisk mineralogi, som tryckdeformation av kristaller och därigenom uppstående tvillingbildning, om regelbunden sammanväxning av kristaller av olika art samt om de olika modifikationerna av kvarts.